# Heidenschanze bei Dresden
Die Heidenschanze ist eine vor- und frühgeschichtliche Befestigungsanlage bei Coschütz am Plauenschen Grund zwischen den Städten Dresden und Freital.

## Lage und Beschreibung
Die Anlage liegt auf einem Monzonit-Felssporn (Koordinaten 51,020223 N, 13,687977 O) rechtsseitig etwa 90 Meter über dem Plauenschen Grund (220,8 m ü. NN) nordwestlich vom Dorf Coschütz über der Weißeritz. Sie war mit einem noch heute bis zu elf Meter hohen Abschnittswall mit vorgelagertem Wehrgraben gesichert.
Ausgewählte Fundstücke von der Heidenschanze bei Dresden sind im Staatlichen Museum für Archäologie Chemnitz ausgestellt. Sie veranschaulichen das Thema Metallurgie.
Die Heidenschanze gilt als das bedeutendste vorgeschichtliche Bodendenkmal bei Dresden und wird als Mittelpunkt eines Siedlungszentrums zwischen dem Elbtalkessel und Tharandt angesehen.
Die Bundesautobahn 17 unterquert die Anlage im Coschützer Tunnel.

## Geschichte
In unmittelbarer Nähe befindet sich der ehemalige „Sandsteinbruch an der Heidenschanze“ von Alt-Coschütz, dessen älteste Schichten in die Calycoceras naviculare-Zone des unteren Obercenomaniums gehören. Aus der Zeit der Bandkeramiker um etwa 5000 v. Chr. ist ein Depotfund überliefert, der zeigt, dass dem imposanten Felsen bereits in dieser frühen Zeit eine besondere Bedeutung zukam. Die ältesten archäologischen Zeugnisse menschlicher Besiedlung werden in die späte Mitteleuropäische Bronzezeit nach ca. 1300 vor Chr. datiert. Die Grabungsergebnisse weisen darauf hin, dass der Wall zwischen 1200 und 500 v. Chr. existierte. Nach Reinhard Spehr wäre die Burganlage zweihundert Jahre älter: Die erste Befestigungsanlage wurde offenbar in der mittleren Bronzezeit angelegt (um 1400 v. Chr.).  Der Niedergang der Anlage kann mit sich ändernden Handel von Kupfer, Zinn und Bronze in Verbindung stehen. Möglich wäre daneben auch ein Zusammenhang mit dem abrupten Ende der Lausitzer Kultur in Folge starker Einfälle von Skythen, welche in das Gebiet eindrangen. Speziell in der ersten Hälfte des 1. Jahrtausends vor Chr. war die Burg die bedeutendste Siedlung im Dresdener Elbtalbecken. Etwa um das Jahr 1000 v. Chr. brannte die Anlage, wobei sich der Sandstein unter der Hitze des Feuers rötlich färbte. Um 800 v. Chr. wurde der einzige ungeschützte Zugang durch einen ca. 70 Meter langen Wall geschlossen. Neben dem Hauptwall existiert mindestens ein weiter Vorwall vor der heutigen Bebauung von Coschütz, der noch eine wesentlich größere Vorburg schützte.
Nach einem Brand wurde die Anlage wieder aufgebaut, fiel anschließend jedoch einer weiteren verheerenden Feuersbrunst zum Opfer, die eine solche Hitze entwickelte, dass sie die Erde verbackte und Steine verschlackte. Der Wall wurde aus aneinander gereihten, mit Erde und Steinen gefüllten Holzkästen gebaut und dürfte ursprünglich eine Höhe von bis zu 20 Metern gehabt haben. Der Zugang ist nicht dokumentiert und wird wahrscheinlich den Steinbrucharbeiten zum Opfer gefallen sein. Dieser Annahme entgegen stellt der Wall auf dem Freiberger Meilenblatt von 1780 ein ähnliches Erscheinungsbild, wie auf Karten und Abbildungen Ende des 19. Jahrhunderts dar. Der heutige Zugang verläuft südwestlich schräg entlang am Wall und vollzieht dabei einen leichten Aufstieg. Während der Wall stetig an Höhe abnimmt, wird der Zugang auf der dem Wall abgewandten Seite durch eine sich erhöhende steilen Böschung flankiert. Der Verlauf wird so die Verteidigung des Zugangs begünstigt haben.
Die Strukturen der Burg zeugen von umfänglichen Bauaktivitäten. An verschiedenen Stellen wurden die Felsenoberflächen aufwendig terrassiert, um ebene Flächen zu gewinnen. Vermutlich war die gesamte Innenfläche eng bebaut. Die bis zu 7 Meter mächtigen Kulturschichten lassen eine ungeheure Baudynamik vermuten. Die Metallschmelzöfen der Handwerker konzentrierten sich am Hang, wahrscheinlich um den Wall und die Burginnenseite vor Funkenflug zu schützen. Knochenfunde weisen neben Haustieren wie Rind und Schwein auch einen hohen Anteil von Wildtieren auf, was aufgrund der Nähe zum unbewohnten und bewaldeten Erzgebirgsvorland zu erklären sein wird. Reste menschlicher Knochen können wie in zeitgleichen Burgen Böhmens auf einen grausamen Opferritus oder mit Kriegstrophäen in Verbindung stehen. Auf dem Burggelände sind 4 bronzezeitliche Depotfunde bekannt. Die gefundenen Keramikreste, Knochenarbeiten, Öfen wie Metallfunde weisen auf den Reichtum der Bewohner der Heidenschanze hin. Begünstigt war die Lage der Burg an einem Weg von der Elbe über die Höhenzüge zwischen der damals unpassierbaren Weißeritz und dem Kaitzbach nach Böhmen. In der späten Bronze- und frühen Eisenzeit war die Heidenschanze vermutlich die wichtigste Burg im Dresdner Elbtal. Nach Judith Oexle wird die Anlage eher einer mittelalterlichen Siedlung entsprochen haben, womit in ihr ein prähistorischer Vorgänger Dresdens zu sehen ist.
Nach einer Besiedlungslücke von etwa 1400 Jahren (500 v. Chr.–900 n. Chr.) wurde der Platz seit dem 9. Jahrhundert, spätestens seit dem Ausdehnen des Großmährischen Reiches Ende des Jahrhunderts, durch Slawen erneut besetzt. Wie auf dem Burgberg in Niederwartha wurden auf der Heidenschanze typisch ungarische Pfeilspitzen gefunden, welche mit den Einfällen der Reiternomaden zwischen 905 und 933 in Zusammenhang stehen.
Nach einer eher klassischen Sicht der deutschen Geschichte könnte während der deutschen Ostexpansion die Siedlung durch Heinrich I. bei seinem Zug von Daleminzien nach Böhmen erobert worden sein. Dabei ist es noch nicht einmal sicher, dass dieser Feldzug überhaupt durch Nisan geschweige denn konkret zur Heidenschanze führte. In der modernen Forschung herrscht allerdings mehr die Meinung vor, dass wahrscheinlich sogar die Burg Meißen unmittelbar nach Abzug des sächsischen Heeres wieder verloren ging, da aus der Zeit von 929 bis 968 keine Nachrichten über Meißen vorliegen. Von einer dauerhaften ostfränkischen Eroberung der damals slawischen Heidenschanze kann unter diesen Umständen keine Rede sein.
In ottonischer Zeit erhielt die Burg innerhalb der Verfassung des Deutschen Reiches eine Funktion als Burgward. Im 10. Jahrhundert entstand im Burgward-Bezirk 5 km nördlich der Heidenschanze ein ihr zuzuordnender Hafen und Handelsplatz an der Elbe, welcher den Namen Nisani trug. Aus ihm entwickelte sich am Ende des 12. Jahrhunderts die Stadt Dresden. In einer Schenkung König Heinrich IV. an die Kirche Meißen am 28. Oktober 1068 wird die Schanze „burchwardo Bvistrizi“ (1206 als „flumen (deutsch: Fluss) Bistrice“) aufgeführt und war somit nach dem den Burgfelsen umspülenden Gewässer, der Weißeritz, benannt. Zusammen mit einer weiteren (erst 1995 entdeckten), kleineren und jüngeren Ringwallanlage oberhalb von Plauen (Koordinaten 51.025445N | 13.702575O) behielt die Burg bis weit ins 12. Jahrhundert die militärische und politische Hauptfunktion im mittleren Teil des Gaues Nisan. Mit Haupt- und Vorburg besaß die Burg eine Gesamtfläche von 21.000 – 25.500 m² und stellte damit einen wichtigen präurbanen Vorläufer der später entstehenden Stadt Dresden dar. Nachdem der Burggraf von Dohna Ende des 12. Jahrhunderts die Burgbauverpflichtung der Bewohner des Gaues Nisan auf die Stadtmauer und die Brücke von Dresden konzentriert hat, wird der Coschützer Burgward aufgelassen. Bestehen blieb lediglich das zur Burg rechtlich zugeordnete und topographisch verbundene Rundlingsdorf Coschütz.
In Erinnerung an die heidnische Vorzeiten der Anlage und geschuldet durch den Umstand, dass bei Pflugarbeiten im Inneren der Anlage immer wieder vorzeitliche Funde zu Tage gefördert wurden, erhielt sie im Laufe der Zeit den volkstümlichen Namen „Heidenschanze“. Die Anlage trug einst den Namen Coschützer Burgberg oder Coschützer Schanze, während sich im Laufe des 19. Jahrhunderts der Name Heidenschanze etablierte. Auf dem Freiberger Meilenblatt von 1780 ist am nordöstlichen Ende der Schanze eine Art Wegekonstrukt zu niedriger gelegenen Terrassen abgebildet. Trotz der seit Ende des 18. Jahrhunderts sich häufenden Funde auf den Felder des damals so genannten Weinberges begannen erste archäologische Ausgrabungen der Heidenschanze erst 1851 im Zuge des zeitgleich betriebenen Steinbruchs. Der Steinbruch machte eine Flanke des Bergspornes noch unzugänglicher, veränderte aber das Erscheinungsbild und die Größe im Südwesten und Norden der Anlage sehr. Das Ziel der ehemaligen Steinbrechertätigkeit war der Monzonit des Plauenschen Grundes, früher als Syenit Plauenscher Grund bezeichnet. Große Mengen des Straßenpflasters für die Region Dresden stammen aus dem Plauenschen Grund und wurden in einer Vielzahl weiterer Steinbrüche gewonnen. Dem Monzonit liegen dünne kreidezeitliche Schichten in Form von Pläner auf, der mit quartären Schichten bedeckt ist. Östlich der Hauptburg wurde zudem ein Steinbruch zur Förderung von Pläner betrieben. Im Jahre 1864 erfolgte durch die Wissenschaftliche Gesellschaft ISIS die Identifizierung des Areals als Befestigung. 1865 fand auf dem Gelände der Anlage eine Veranstaltung im Rahmen des 1. Deutschen Sängerbundfestes statt. 1870 wurde durch den Dresdner Hofapotheker Caro gemeinsam mit dem Coschützer Gutsbesitzer Körner ein Durchstich durch den Burgwall vorgenommen. In der zweiten Hälfte des 19. Jahrhunderts wird berichtet, dass zum höchsten Punkt des Walles früher sieben verschieden, treppenförmig übereinander liegende Sandsteinplatten führten, welche mit Kies und Schlamm abwechselten. Zwischen 1871 und 1874 sowie 1896 wurde die Anlage durch Rudolf Virchow mehrmals untersucht.
Obwohl kleinere Grabungen durchgeführt wurden, erfolgte der Abbau vieler Flächen des fortwährenden Abbaus durch den Steinbruch ohne vorherige Untersuchung. Im Jahre 1933 erfolgte erneut ein Wallquerschnitt. Eine weitere Grabungskampagne fand im Winter 1940/41 durch Hermann Dengler statt. Bis 1945 fielen fast 15 % der Innenfläche dem Abbau zum Opfer. Nach dem Krieg erfolgten im Zuge der Wiederaufnahme des Steinbruches Notgrabungen durch Werner Coblenz, bis der Steinbruchbetrieb im Jahre 1963 eingestellt wurde.

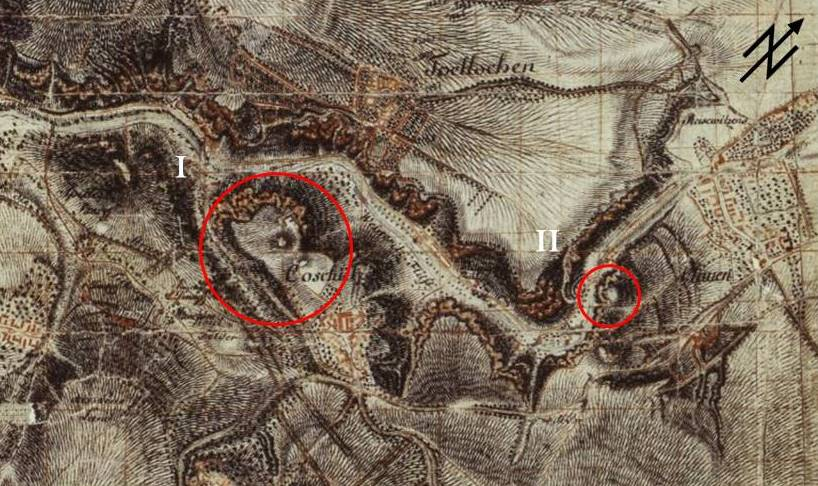
Heidenschanze (I) und Wall in Plauen (II), Freiberger Meilenblatt, 1780
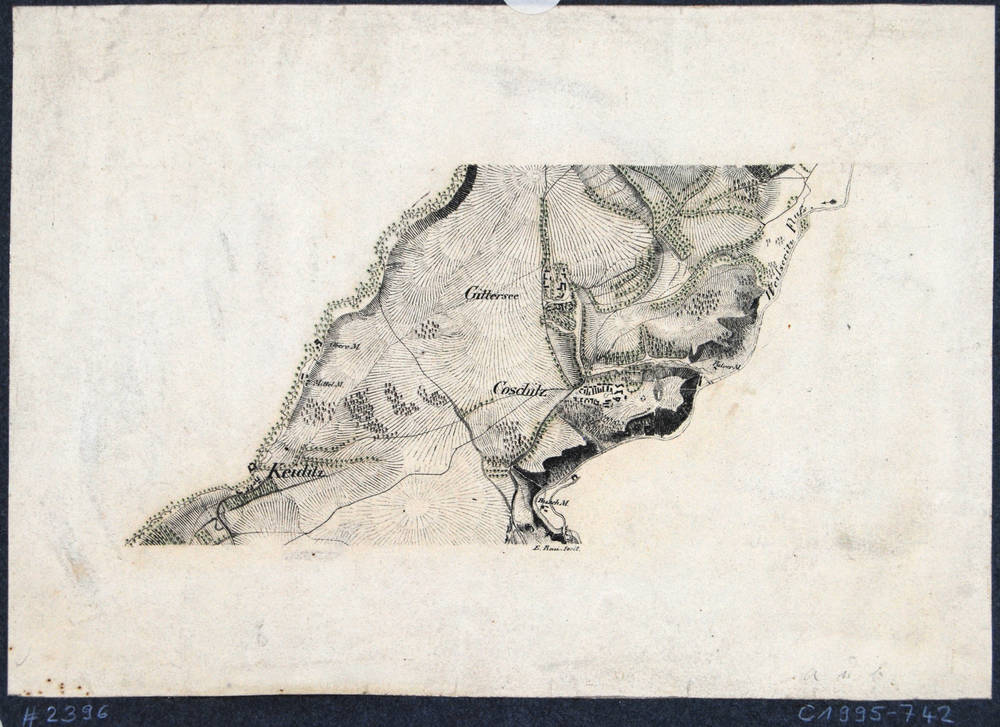
Heidenschanze, Topographische Karte, 1850
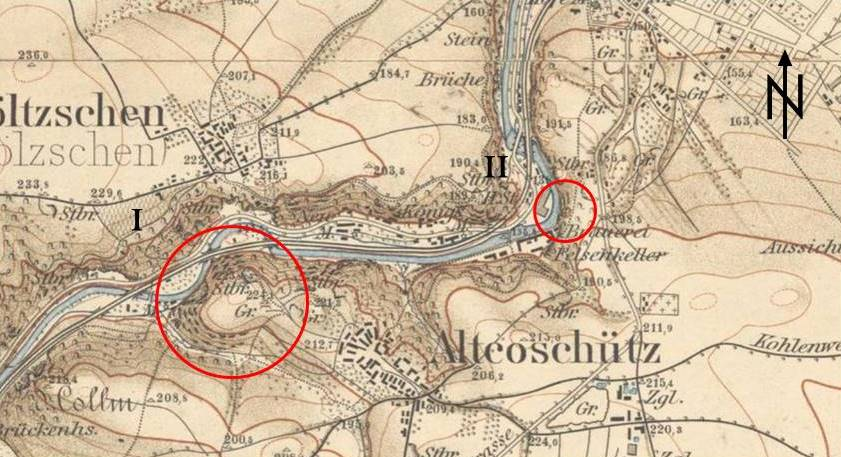
Heidenschanze (I) und Wall in Plauen (II), Messtischblatt, 1881
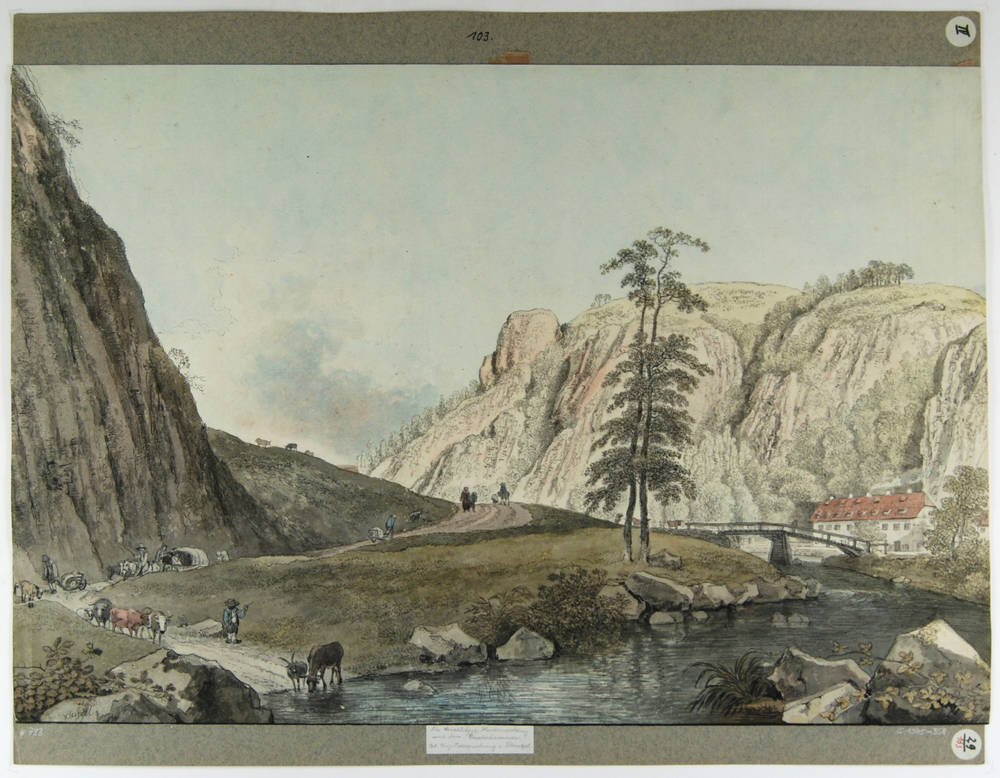
Heidenschanze und dem Kupferhammer (Pulvermühle, Garnisonsmühle), Feder in Schwarz, aquarelliert, um 1800
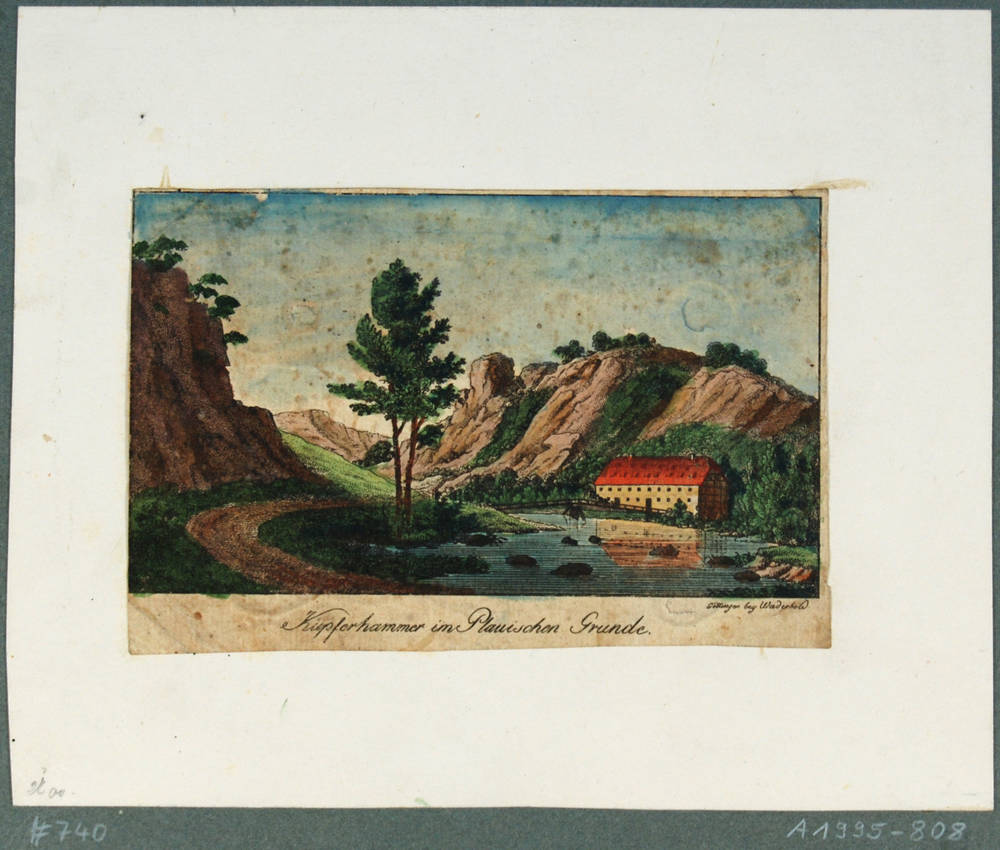
Kupferhammer (Pulvermühle, Garnisonsmühle) vor der Heidenschanze, Radierung koloriert, um 1850
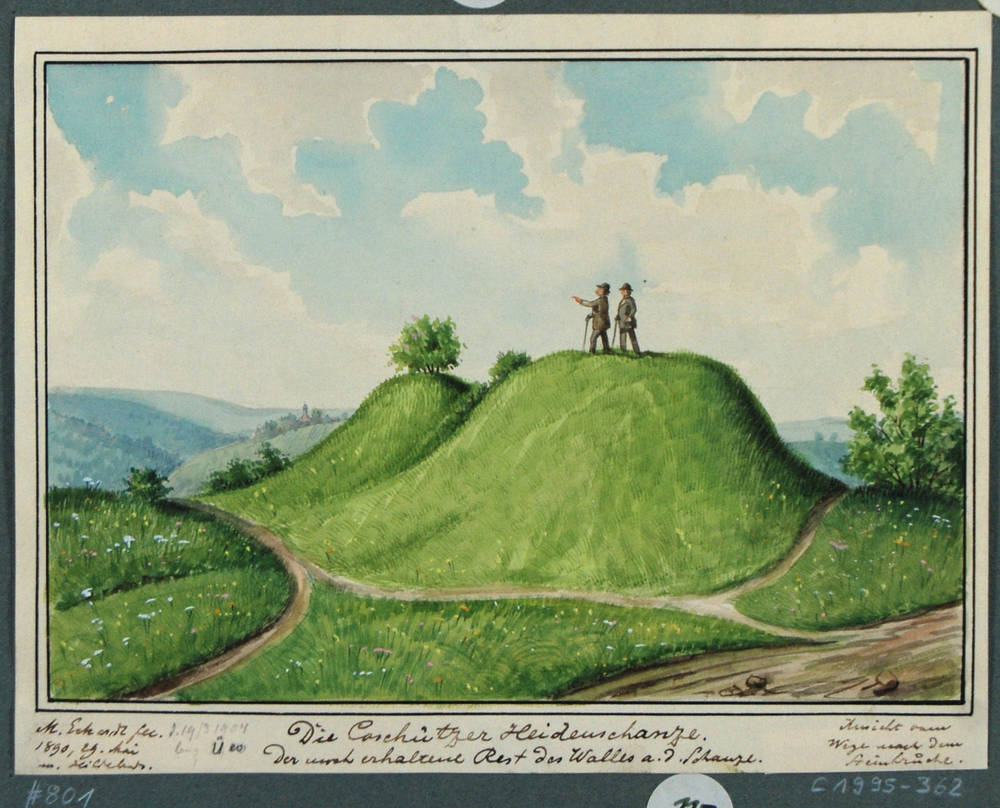
Heidenschanze, Aquarell, 1890
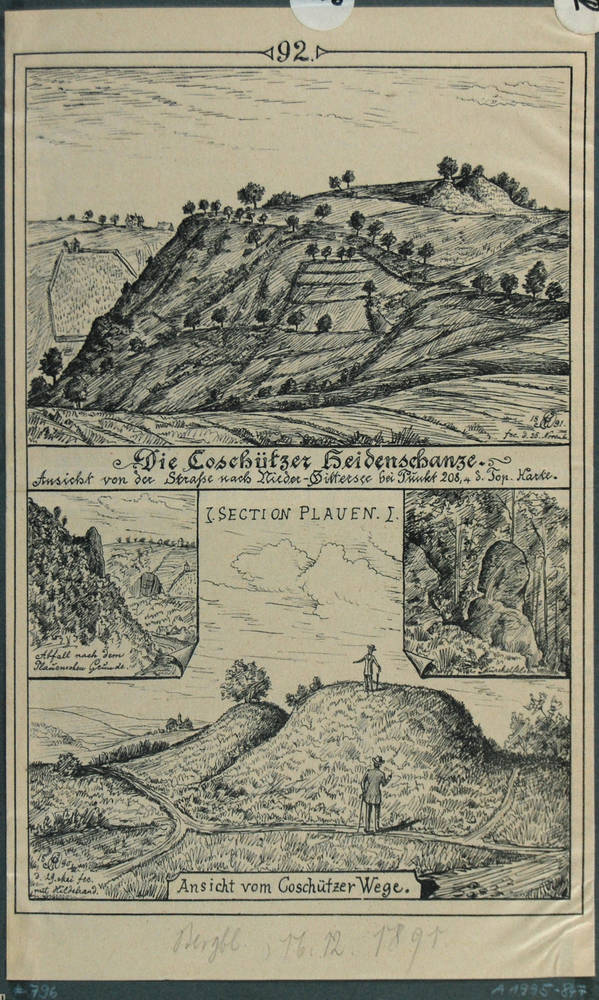
Zwei Ansichten der Coschützer Heidenschanze, Lithographie, um 1891
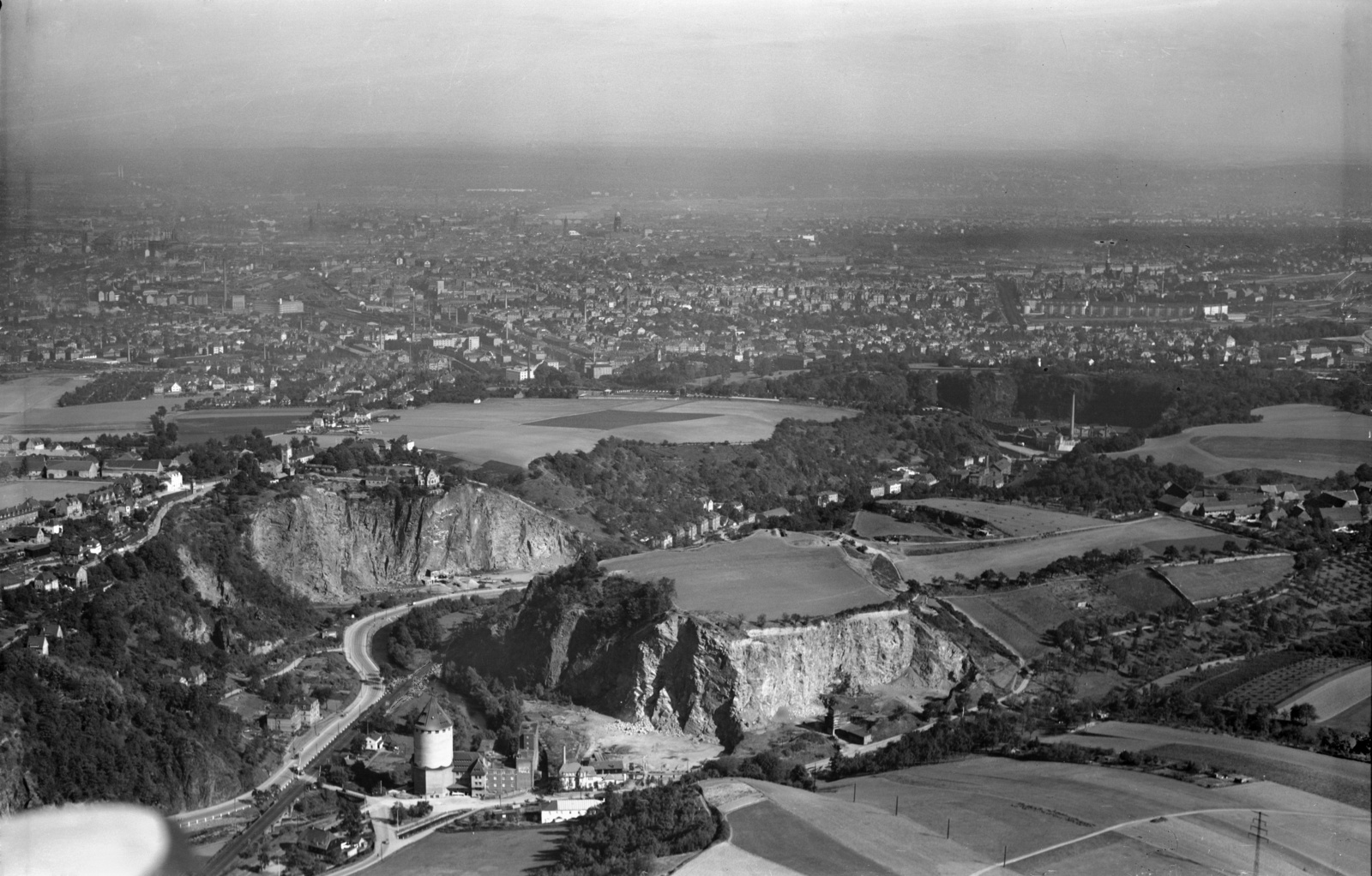
Heidenschanze von Südwesten Richtung Innenstadt, Luftbild, 1933
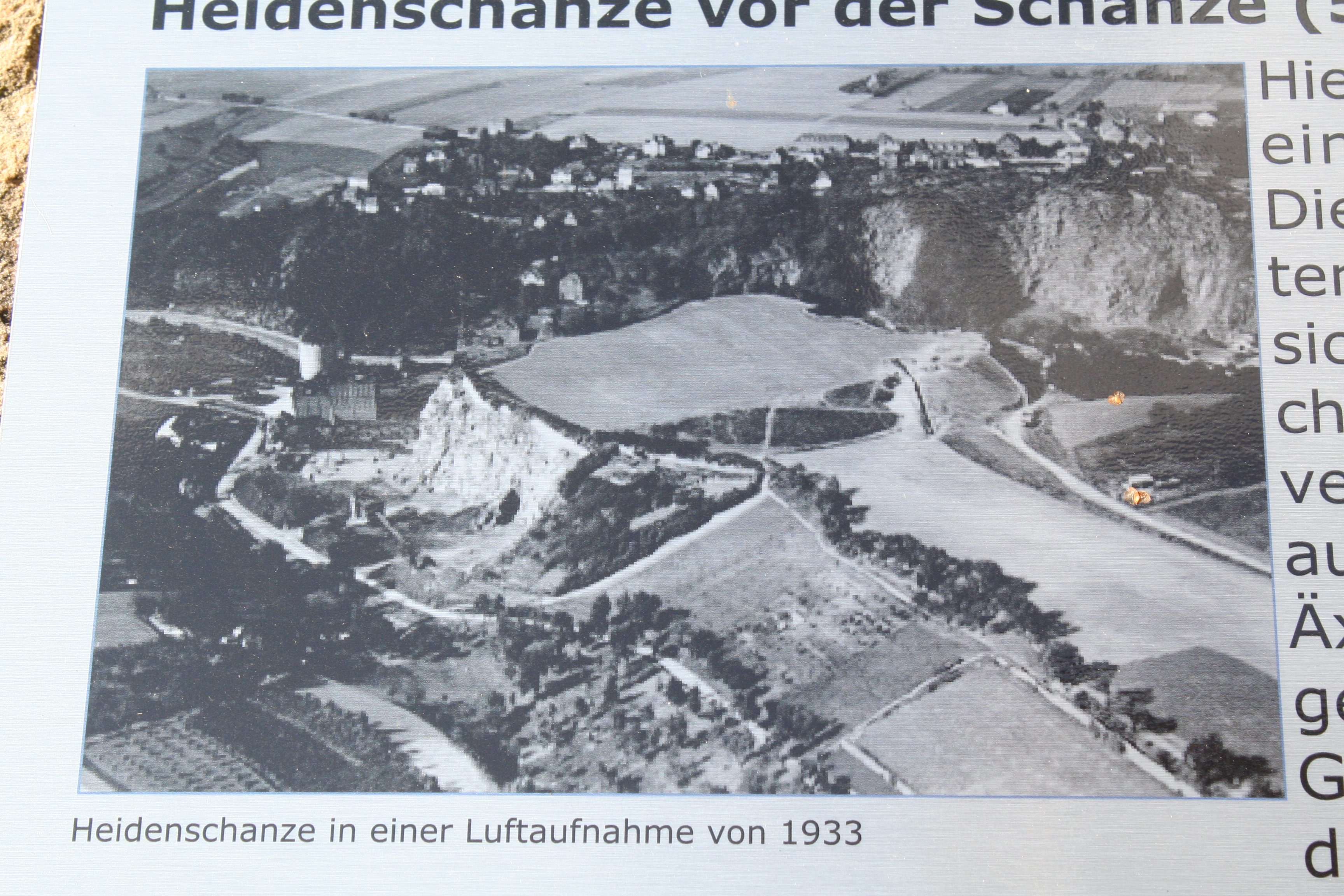
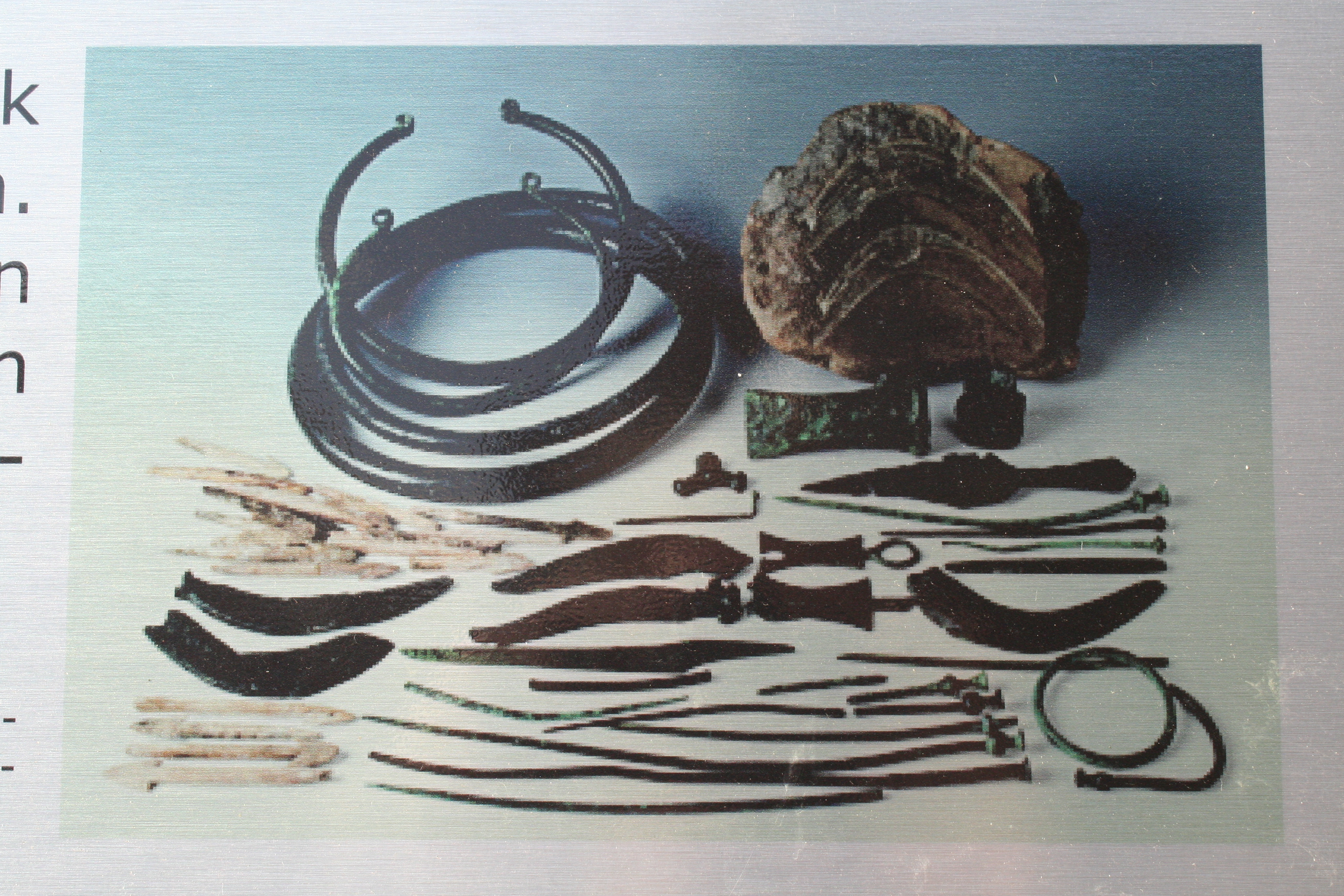

## Volkstümliche Überlieferung
Den Bewohnern der Umgebung zufolge, soll auf dem Gebiet eine Ritterburg gestanden haben, welche durch Feuer zerstört wurde. In den Kellern der Burg sollen sich noch sieben silberne Särge befinden. Diese Erzählung bewog den Besitzer dazu, einen Schnitt durch den Wall, welchen man den Weinberg zu nennen pflegt, zu machen. Es gelangten jedoch nur Steine, Erde, Asche, Kohlen, Knochen und Scherben zum Vorschein.
Einer ausführlicheren Überlieferung sollen sich in den sieben Silbersärgen die sterblichen Überreste begüterter Bewohner befinden. Auch eine historisch nicht nachweisbare Siedlung mit dem Namen „Küchendorf“ wird mit dem Wall in Verbindung gebracht.

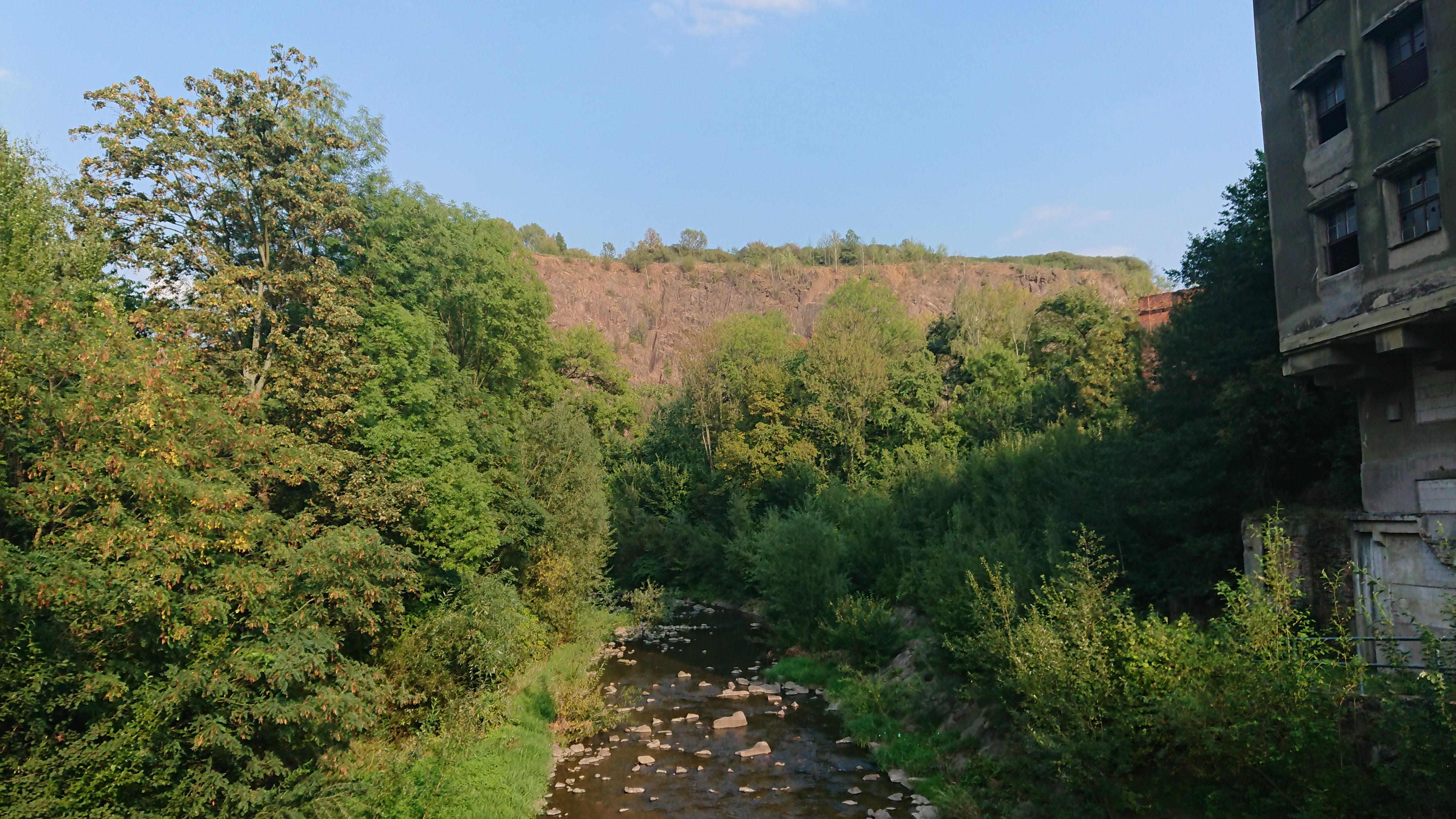
Blick nordöstlich über die Weißeritz zur Heidenschanze, September 2018
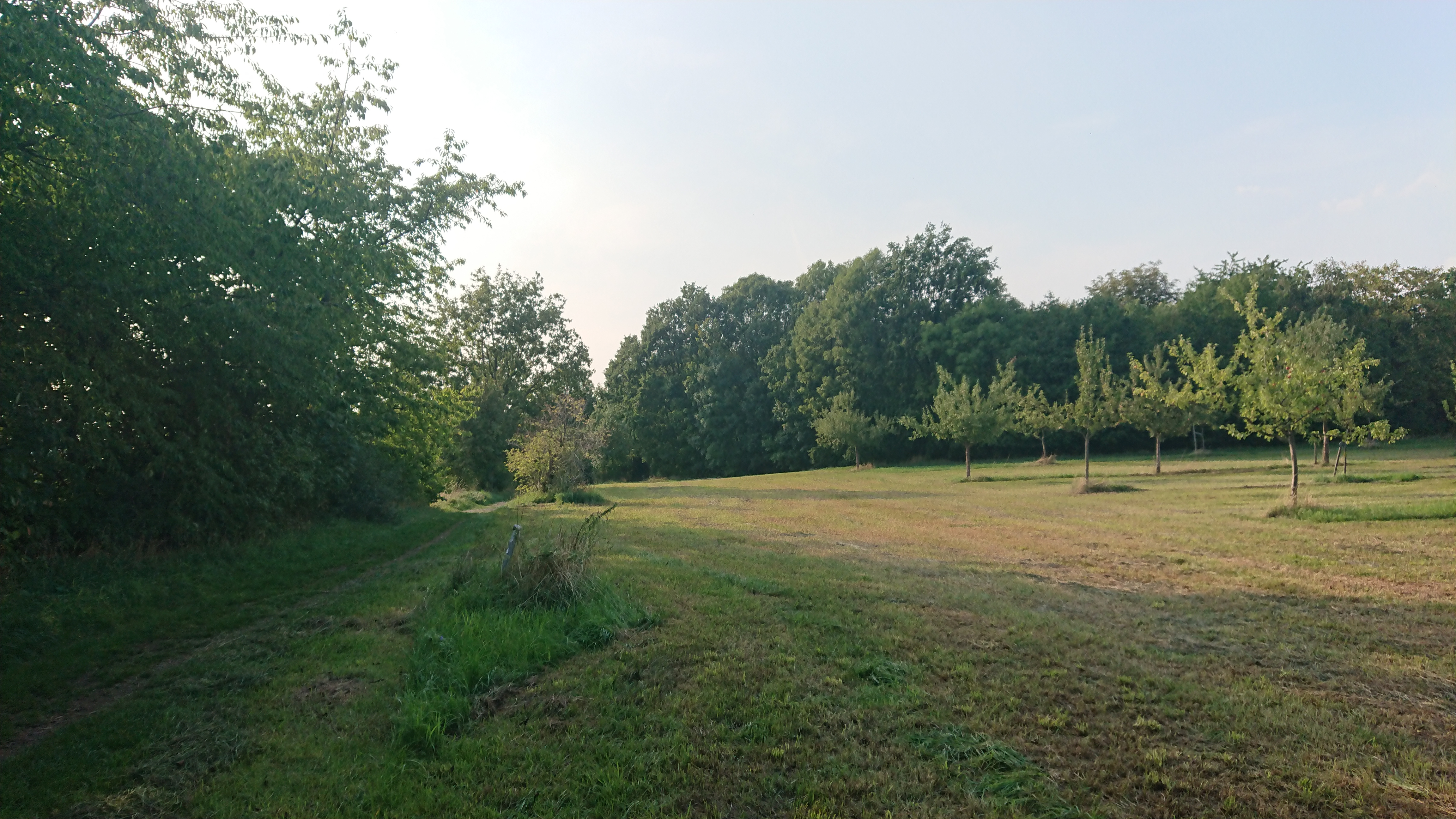
Heutiger Zugang zur Heidenschanze, September 2018
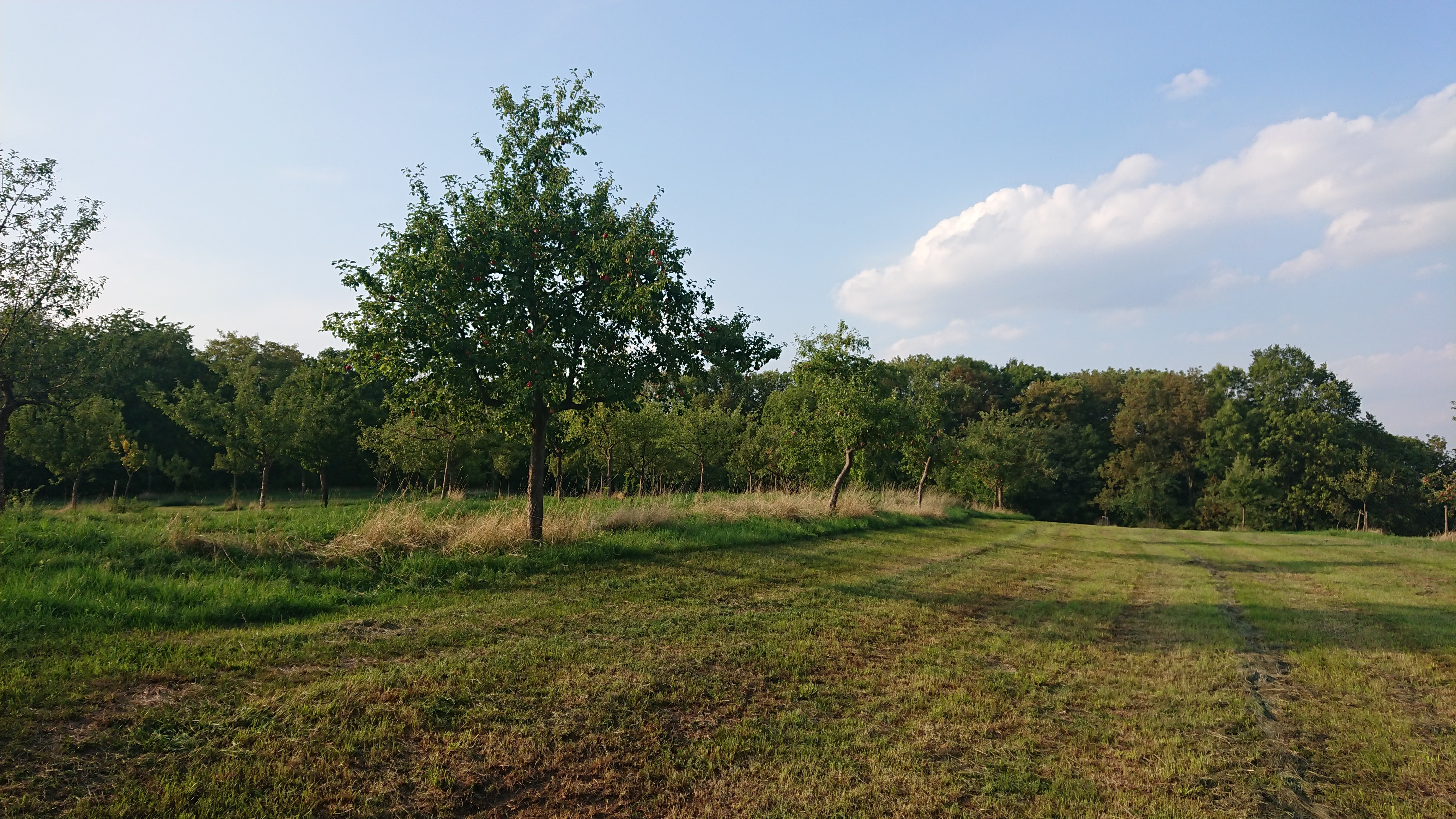
Reste des Vorwalls der Heidenschanze, September 2018
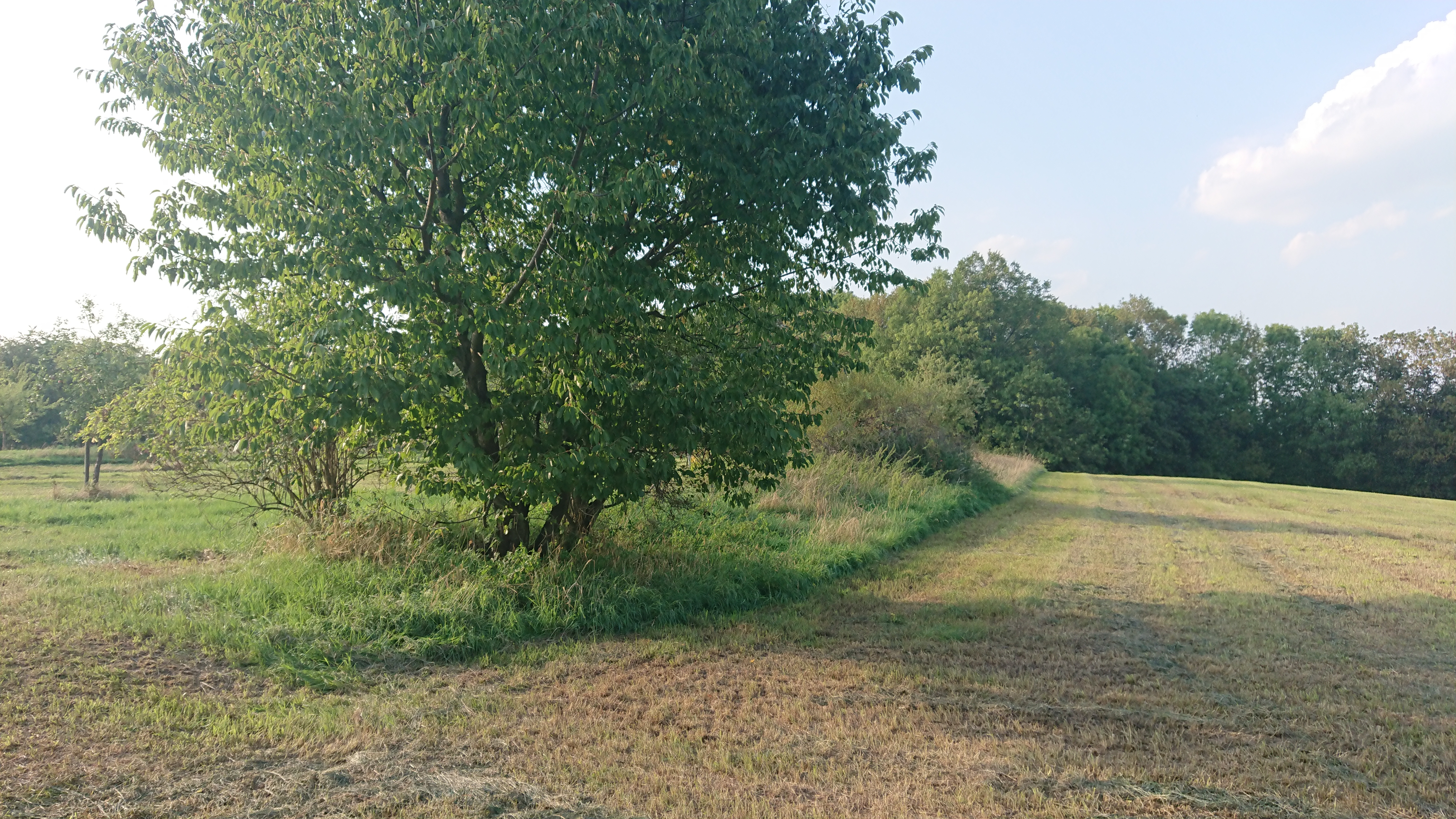
Weiterer Vorwall (äußerer) der Heidenschanze, September 2018
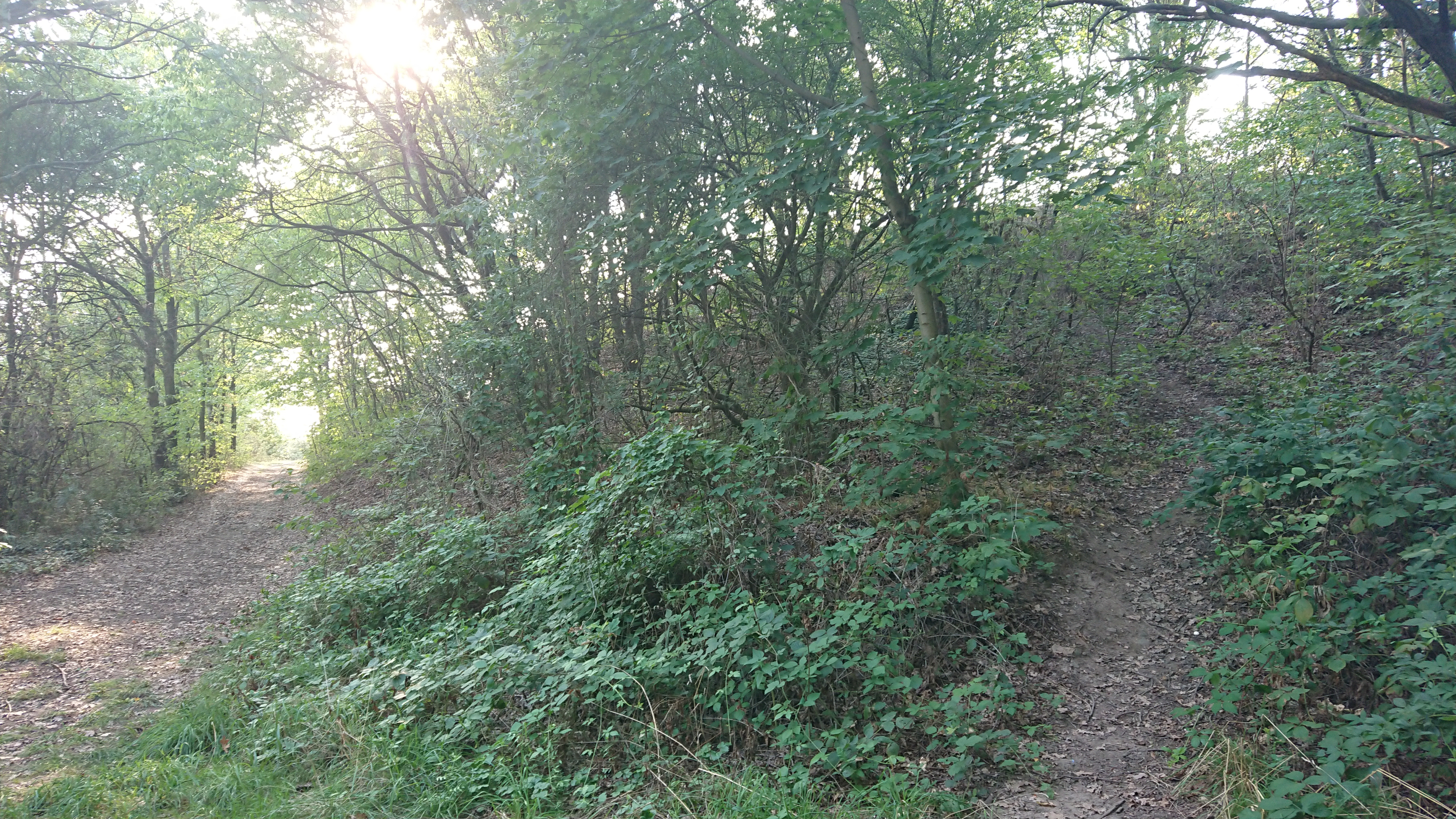
Blick südwestlich zum heutigen Zugang zur Heidenschanze, rechts der Wall, September 2018
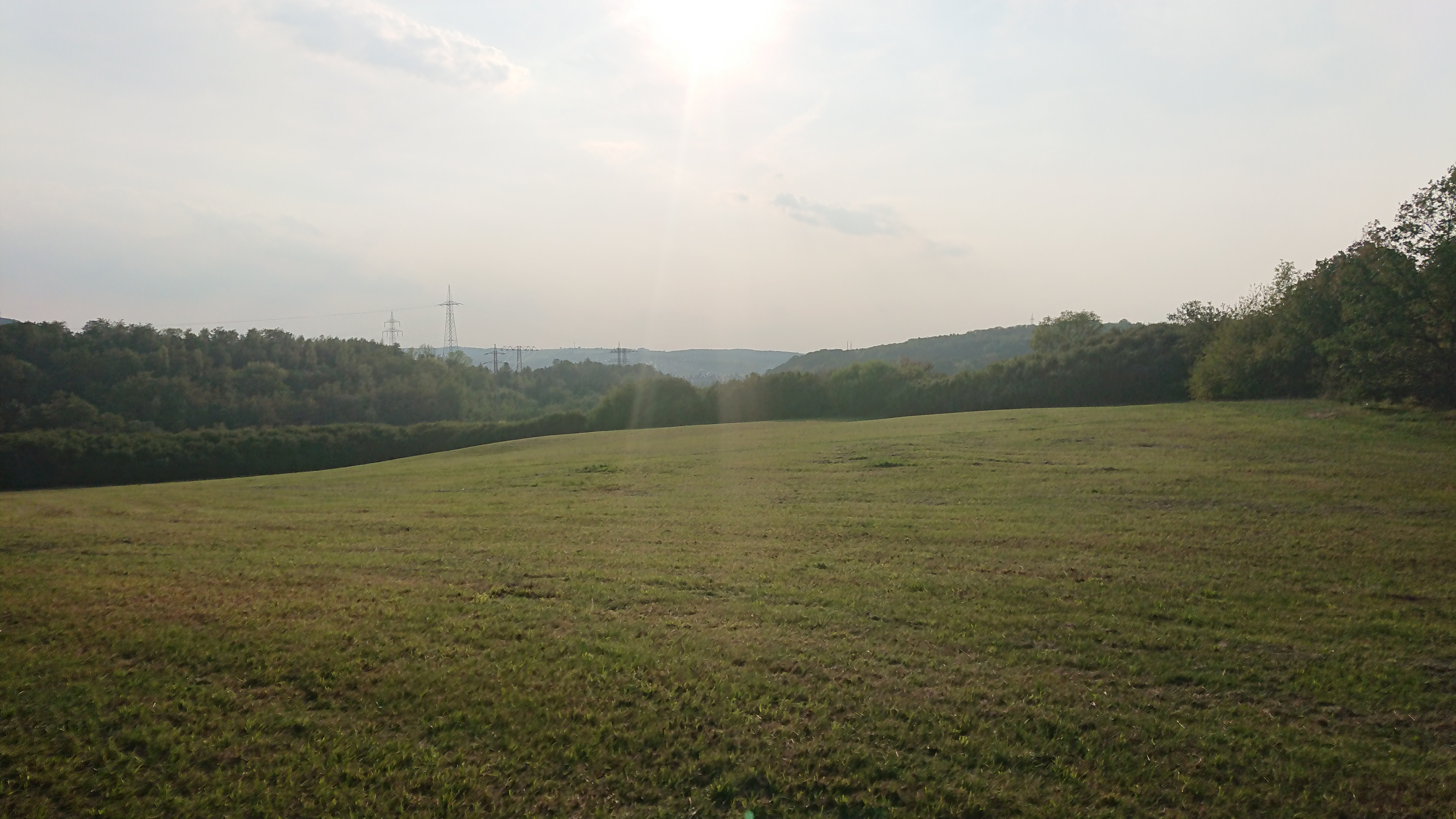
Blick südwestlich vom Wall in die Heidenschanze, September 2018
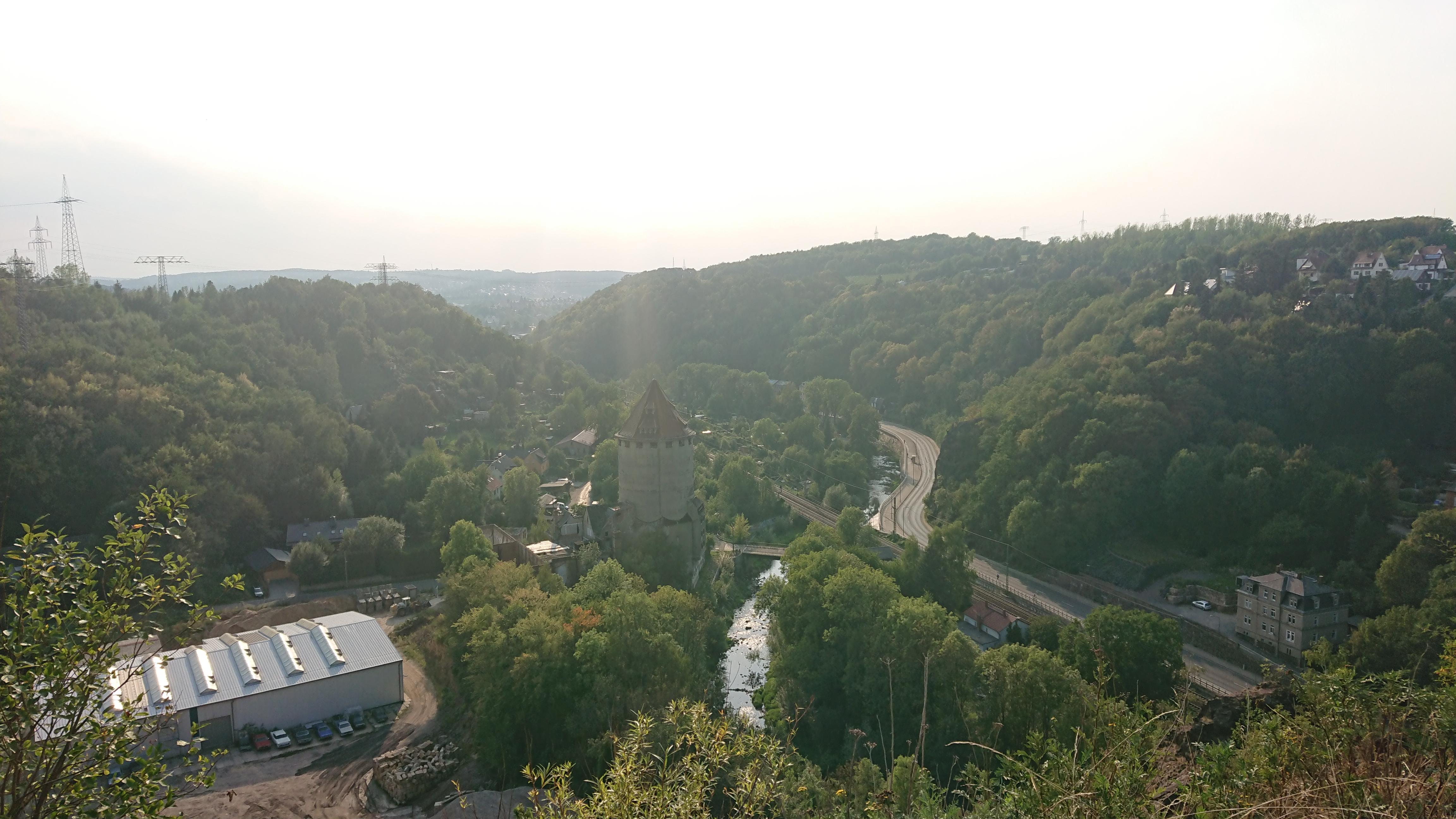
Blick südwestlich von der Heidenschanze nach Freital, September 2018
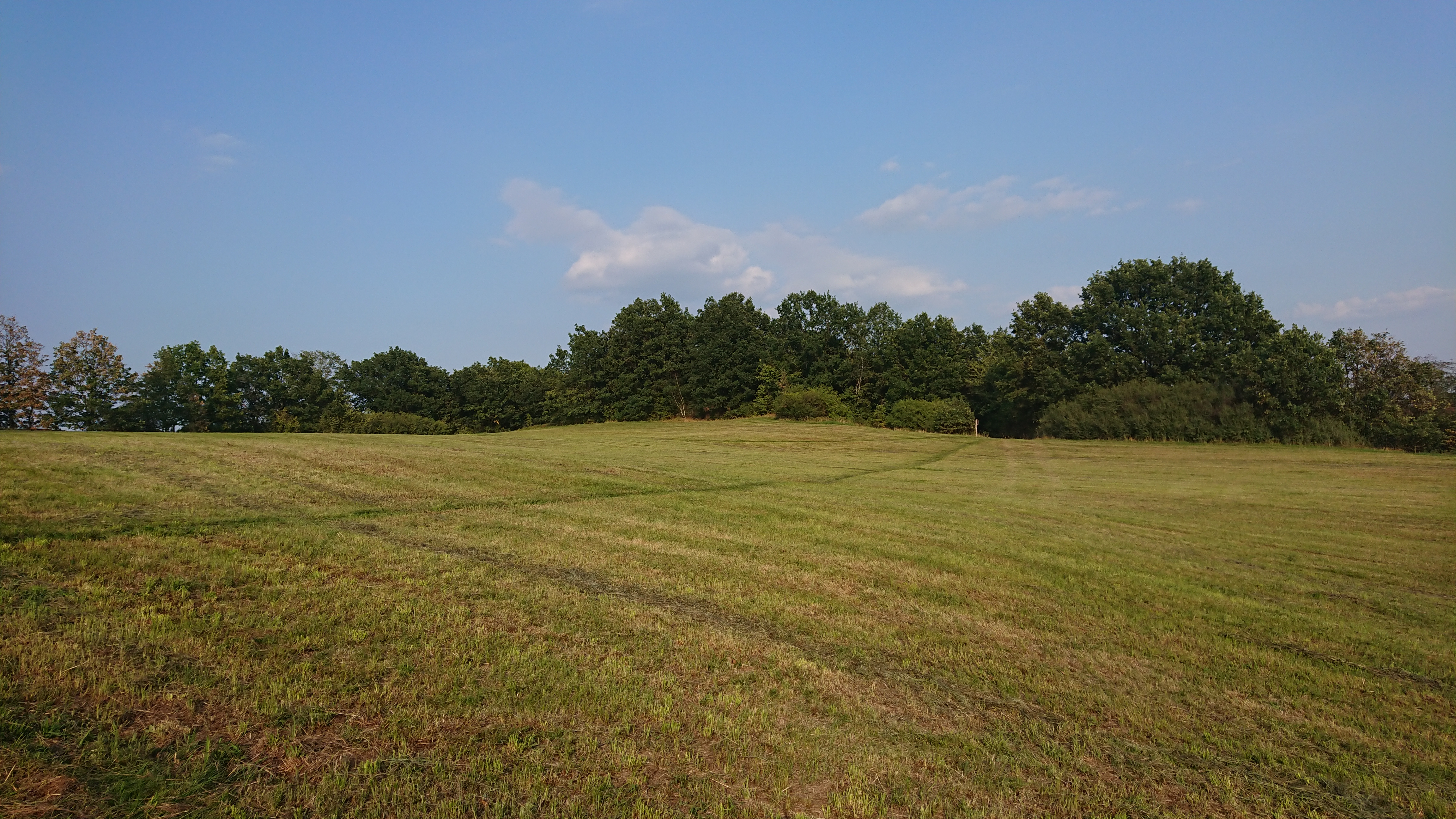
Blick nordöstlich in die Heidenschanze, im Hintergrund der Wall, September 2018
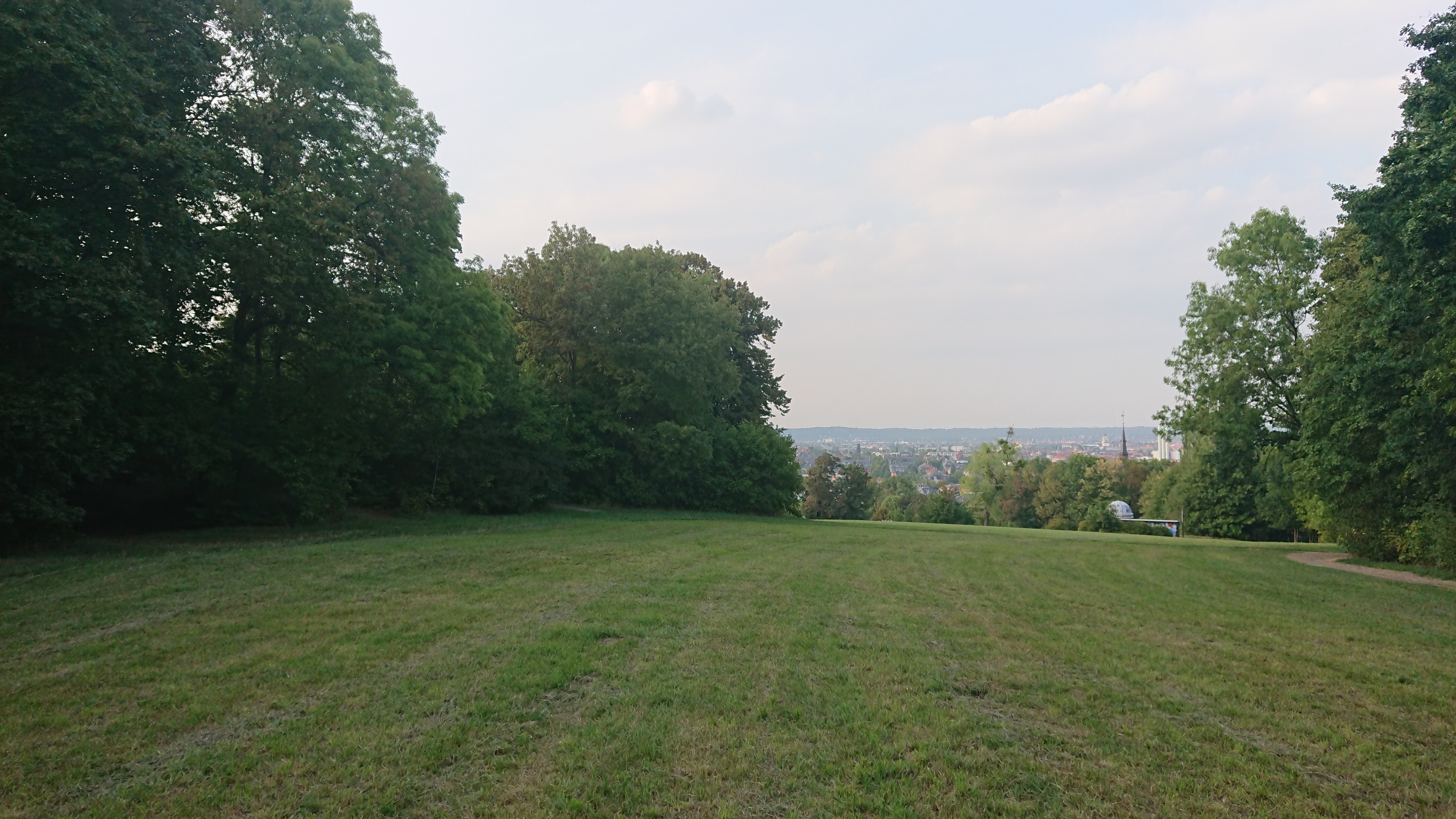
Blick nördlich zum Wall in Plauen (die Bäume hinten links im Bild), im Hintergrund der Stadtteil Plauen, September 2018